# И Вэнь
И Вэнь (настоящее имя Ян Яньци, такжи известен под именем Эван Ян) — гонконгский кинорежиссёр и писатель, наиболее известен своими мюзиклами и комедиями, созданными для компании Motion Picture & General Investment Co. Ltd..

## Биография
Ян Яньци родился 26 ноября 1920 года в Пекине. Когда мальчику исполнилось восемь лет, его родители переехали в Шанхай. В Шанхай Яньци окончил Университет Святого Иоанна. После окончания обучения Ян, с детства интересовавшийся литературой и искусством, начал работать корреспондентом в газетах, а через некоторое время начал публиковать свои художественные произведения. Всего им было издано восемь романов и сборников рассказов.
В 1948 году Яньци начал работу в киноиндустрии в качестве сценариста. В 1953 году он снял свою первую картину «Женщина из благородного семейства». Во второй половине 1950-х годов он работал на разные компании, в начале 1960-х перешёл в Motion Picture & General Investment Co. Ltd., работа в которой и приносит ему наибольшую известность.
И Вэн отдавал предпочтение созданию городских комедий, в которых лёгкий мелодраматизм был объединён с ироничным юмором «комедии положений». Режиссёр Чжан Чэ, сравнивая творчества И Вэня и другого прославленного гонконгского режиссёра Ли Ханьсяна, отмечал, что работы первого отличает налёт книжности и интеллектуальности, его фильмы не имеют на зрителя глубокого драматического эффекта, однако легко воспринимаются и к ним приятно возвращаться.